# Gastrinia lacerdae
Gastrinia lacerdae är en insektsart som först beskrevs av Victor Antoine Signoret 1861.  Gastrinia lacerdae ingår i släktet Gastrinia och familjen Tropiduchidae. Inga underarter finns listade i Catalogue of Life.